# Annagrace
AnnaGrace ist eine belgische Vocal-Trance-Formation. Sie besteht aus der Sängerin Annemie Anna Francine Coenen (* 14. Juli 1978 in Herk-de-Stad, Belgien) und dem Produzenten Peter Luts (* 14. Dezember 1971). Sie ist aus der Dance-Formation Ian Van Dahl heraus entstanden, welche sich im Frühjahr 2008 aufgelöst hatte.

## Geschichte
Nachdem auch der frühere Co-Produzent von Ian Van Dahl, David Vervoort (alias Dave McCullen), seinen Verzicht auf eine Teilnahme an dem Nachfolgeprojekt aussprach, formierten sich nur Annemie Coenen und Peter Luts zu AnnaGrace. Nach zirka sechsmonatiger Arbeit an dem neuen Projekt erschien schließlich am 23. Juni 2008 in Belgien die erste Single You Make Me Feel, welche es dort kurz darauf auf Platz 1 der Dancecharts schaffte. Die Single war auch in internationalen Dancechartwertungen sehr erfolgreich, so erreichte sie in den USA den ersten Platz in den Billboard Dance Airplay Charts.
In einem Interview vom April 2007 merkt Coenen an, dass die meisten Lieder eines neuen Ian-Van-Dahl-Albums aus ihrer und Luts Feder stammen, jedoch wurde die Veröffentlichung über die Auflösung der Gruppe hinaus verschoben. Letztendlich wird das neue Album erst im Juni 2010 unter dem Bandnamen AnnaGrace erscheinen. Eine weitere Vorabsingle ist Let The Feelings Go. Wider allen Erwartungen stieg die neue Single binnen weniger Wochen, nachdem sie auf Platz 36 in den flämischen Ultratop-Singlecharts debütierte, bis in die Top-5 in der Heimat. Auch in den Niederlanden wurde AnnaGrace durch Let The Feelings Go ein kleiner Erfolg zuteil. Dort erreichte die Single Platz 26. Wie bereits You Make Me Feel wurde auch Let The Feelings Go zu einem großen Erfolg in den Dancecharts und erreichte in Belgien Platz 1.
Ende 2009 erschien die neue Single Love Keeps Calling. Während die großen Erfolge zwar wiederum eher nur auf die Dancecharts beschränkt waren, erreichte die Single zumindest Platz 23 in Flandern und Platz 29 in den Niederlanden. Im Mai 2010 kündigte AnnaGrace die Veröffentlichung des Debütalbums Ready To Dare für den folgenden Monat an. Als letztendlicher Veröffentlichungstermin wurde der 21. Juni gewählt. Im Vorfeld ist bereits eine weitere Single, Celebration, erschienen.

## Diskografie

### Alben
| Jahr | Titel         | Höchstplatzierung, Gesamtwochen, AuszeichnungChartsChartplatzierungen (Jahr, Titel, Platzierungen, Wochen, Auszeichnungen, Anmerkungen) | Anmerkungen                         |
| Jahr | Titel         | BEF | Anmerkungen                         |
| ---- | ------------- | --- | ----------------------------------- |
| 2010 | Ready To Dare | BEF15 (11 Wo.)BEF | Erstveröffentlichung: 21. Juni 2010 |

### Singles
| Jahr | Titel                             | Höchstplatzierung, Gesamtwochen, AuszeichnungChartsChartplatzierungen (Jahr, Titel, Platzierungen, Wochen, Auszeichnungen, Anmerkungen) | Anmerkungen                             |
| Jahr | Titel                             | BEF | Anmerkungen                             |
| ---- | --------------------------------- | --- | --------------------------------------- |
| 2008 | You Make Me Feel Ready To Dare    | BEF35 (2 Wo.)BEF | Erstveröffentlichung: 23. Juni 2008     |
| 2009 | Let the Feelings Go Ready To Dare | BEF5 (17 Wo.)BEF | Erstveröffentlichung: 4. Mai 2009       |
| 2009 | Love Keeps Calling Ready To Dare  | BEF23 (5 Wo.)BEF | Erstveröffentlichung: 11. Dezember 2009 |
| 2010 | Celebration Ready To Dare         | BEF21 (6 Wo.)BEF | Erstveröffentlichung: 17. Mai 2010      |
| 2010 | Don’t Let Go Ready To Dare        | BEF26 (3 Wo.)BEF | Erstveröffentlichung: 18. Oktober 2010  |

Weitere Singles
- 2012: Ready To Fall In Love
- 2012: Alive
- 2013: Girls Like Dancing